# María Auxiliadora Jiménez González
María Auxiliadora „Auxi“  Jiménez González (* 11. Januar 1975 in Ronda) ist eine ehemalige spanische Fußballspielerin.

## Karriere

### Vereine
Jiménez spielte zuletzt im Seniorinnenbereich für den Club Atlético Málaga in der Saison 1998/99 in der División de Honor, der seinerzeit höchsten Spielklasse im spanischen Frauenfußball. In der Saison zuvor gewann sie mit dem Verein die Meisterschaft. Anschließend gehörte sie – bis Saisonende 2002/03 – dem Ligakonkurrenten UD Levante an, die letzten beiden Saisons in der Superliga, wie die höchste Spielklasse fortan bis 2011 hieß. In dieser Zeit wurde sie mit der Mannschaft zweimal Meister und dreimal Sieger des nationalen Vereinspokals.
Nach einem Jahr für den CFF Estudiantes de Huelva, mit dem sie im Pokalfinale mit 1:3 gegen den CE Sabadell verlor, folgte eine Saison für den Club Deportivo Híspalis, der bereits im Jahr 2004 eine Zusammenarbeit mit der Frauenfußballabteilung des FC Sevilla eingegangen war und ab der Saison 2005/06 mit seinen Namen, seinem Wappen und seinem Trikot dort vertreten war. Jiménez avancierte am Ende dieser Saison mit 29 Toren zur Torschützenkönigin. Mit dem Abstieg am Saisonende 2007/08 gründete der FC Sevilla eine eigene Frauenfußballmannschaft.
Nach Málaga zurückgekehrt, gehörte sie ein zweites Mal dem Club Atlético Málaga (von 2007 bis 2009) an, bevor sie ihre Spielerkarriere vorerst beendete. In der Saison 2014/15 trat sie nochmals als Spielerin des CD Algaidas in Erscheinung, bevor sie ihre Spielerkarriere endgültig beendete.

### Nationalmannschaft
Jiménez bestritt im Zeitraum von 1996 bis 2002 19 Länderspiele für die A-Nationalmannschaft, in denen sie sechs Tore erzielte. Mit ihr nahm sie an der vom 29. Juni bis zum 12. Juli 1997 in Norwegen und Schweden ausgetragenen Europameisterschaft teil und bestritt das zweite und dritte Spiel der Gruppe A sowie das mit 1:2 verlorene Halbfinale gegen die Nationalmannschaft Italiens. 

## Erfolge
FC Sevilla
- Zweiter der Meisterschaft 2006
- Torschützenkönigin 2006

CFF Estudiantes de Huelva
- Spanischer Pokalfinalist 2003

UD Levante
- Spanischer Meister 2001, 2002
- Spanischer Pokalsieger 2000, 2001, 2002

Club Atlético Málaga
- Spanischer Meister 1998
- Spanischer Pokalsieger 2008